# طريقة التقريب بنقطة السرج
طريقة التقريب بنقطة السرج، والتي اقترحها دانييلز لأول مرة (1954)، هي مثال محدد لتطبيق تقنية نقطة السرج الرياضية في مجال الإحصاء. توفر هذه الطريقة معادلة تقريب دقيقة للغاية لأي دالة كثافة احتمالية أو دالة كتلة احتمالية لتوزيع معين، وذلك بناءً على دالة توليد العزم. هناك أيضًا صيغة لدالة التوزيع التراكمي، اقترحها لوجاناني ورايس (1980).

## تعريف
إذا كانت دالة توليد العزم لمتغير عشوائي {\displaystyle X=\sum _{i=1}^{N}X_{i}} هي : 
{\displaystyle M(t)=E\left(e^{tX}\right)=E\left(e^{t\sum _{i=1}^{N}X_{i}}\right)}
ودالة التوليد التراكمي {\displaystyle K(t)=\log \left(M(t)\right)}، يكون حينها تقريب نقطة السرج  لدالة الكثافة الاحتمالية ل{\displaystyle X}:
{\displaystyle {\hat {f}}_{X}(x)={\frac {1}{\sqrt {2\pi K''({\hat {s}})}}}\exp(K({\hat {s}})-{\hat {s}}x)(1+R)}
حيث يحتوي {\displaystyle R} على درجات تقريب أعلى، ويكون تقريب نقطة السرج لدالة الكثافة التراكمية:
{\displaystyle {\hat {F}}_{X}(x)={\begin{cases}\Phi ({\hat {w}})+\phi ({\hat {w}})({\frac {1}{\hat {w}}}-{\frac {1}{\hat {u}}})&{\text{for }}x\neq \mu \\{\frac {1}{2}}+{\frac {K'''(0)}{6{\sqrt {2\pi }}K''(0)^{3/2}}}&{\text{for }}x=\mu \end{cases}}}
حيث يكون {\displaystyle {\hat {s}}} حل للمعادلات {\displaystyle K'({\hat {s}})=x} ، {\displaystyle {\hat {w}}=\operatorname {sgn} {\hat {s}}{\sqrt {2({\hat {s}}x-K({\hat {s}}))}}}، {\displaystyle {\hat {u}}={\hat {s}}{\sqrt {K''({\hat {s}})}}} و{\displaystyle \phi (t)} و{\displaystyle \Phi (t)} هما دالة الكثافة التراكمية ودالة الكثافة الاحتمالية للتوزيع الطبيعي على التوالي، والرمز {\displaystyle \mu } هي القيمة المتوقعة للمتغير العشوائي {\displaystyle X}: 
{\displaystyle \mu \triangleq E[X]=\int _{-\infty }^{\infty }xf_{X}(x)\,dx=\sum _{i=1}^{N}E[X_{i}]=\sum _{i=1}^{N}\int _{-\infty }^{\infty }x_{i}f_{X_{i}}(x_{i})\,dx_{i}.}